# Jagraon
Jagraon est une subdivision (Tehsil) de la zone de Ludhiana, une ville du Pendjab (Inde), qui a plus de cinq siècles. Le nom original de la ville était le « aon de Jagar », qui signifie « un endroit de grande inondation », bien que cette inondation ait depuis cessé. Jagraon est situé presque au centre géographique de l'État du Pendjab, à 16 kilomètres du fleuve Satluj. La société, comme souvent au Pendjab, est fondamentalement agraire. Jagraon est également le siège d'une des zones de police du Pendjab.

## Localisation
Jagraon est relié par rail et route. Il est situé à la jonction des routes nationales N° 95 et 71. Les aéroports les plus proches sont : Halwara (16 kilomètres), Sahnewal (45 kilomètres) et Adampur (70 kilomètres). Les aéroports internationaux les plus proches sont l'aéroport international de Raja Sansi, Rajasansi (150 kilomètres), Wagha Landport (frontière avec le Pakistan) (162 kilomètres) et aéroport international d'Indira Gandhi, New Delhi (360 kilomètres). Indicatif régional (téléphone) 91-1624